# Niels Bjerregaard
Niels Dietz Bjerregaard (* 12. Mai 1970 in Virum) ist ein ehemaliger dänischer Basketballspieler.

## Leben
Bjerregaard, ein 2,04 Meter großer Innenspieler, schaffte beim Værløse Basketball Klub den Sprung in die Herrenmannschaft, die in der ersten dänischen Liga antrat. 1992 verließ er sein Heimatland, studierte bis 1995 an der Chaminade University of Honolulu in den Vereinigten Staaten und gehörte deren Hochschulmannschaft an.
Im Anschluss an seine Rückkehr nach Dänemark spielte er wieder für Værløse und wurde in der Saison 1995/96 dänischer Meister. Er wechselte dann als Profi ins Ausland. In der Saison 1996/97 gewann Bjerregaard mit dem FC Porto die portugiesische Meisterschaft, 1997/98 stand er in der deutschen Basketball-Bundesliga beim TVG Trier unter Vertrag und errang mit den Moselanern den Sieg im DBB-Pokal.
Von 1998 bis 2001 verstärkte der Däne den belgischen Erstligisten Athlon Ieper. Von 2001 bis 2003 stand er in Diensten des dänischen Erstligisten Værløse/Farum, der 2002 nach Umstrukturierungen in BF København umbenannt wurde. 2002 und 2003 wurde er mit der Mannschaft dänischer Meister. In der Saison 2010/11 lief Bjerregaard im Dress des Værløse Basketball Klub noch einmal zeitweilig in der ersten dänischen Liga auf.
Im Laufe seiner Karriere trat Bjerregaard mit Værløse, Porto, Trier, Ieper und BF København in Europapokalwettbewerben an. Mit Ieper erreichte er im Spieljahr 2000/01 das Halbfinale des Korać-Cup. 2003 beendete er seine Laufbahn.
Er gehörte ab 1989 der dänischen Nationalmannschaft an, war zeitweilig Kapitän und bestritt mit der Auswahl unter anderem Ausscheidungsspiele für Europameisterschaften.
Als Funktionär engagierte sich Bjerregaard beim Værløse Basketball Klub im Amt des Sportlichen Leiters.